# ボーガナタル
ボーガナタル（Boganathar,Bogar,Bocha）は、インドのヨーガ行者、錬金術師。タミル・ナードゥ州出身のタミル人とされる。マハー・アヴァター・ババジのグルとされる。